# Dinosaur State Park

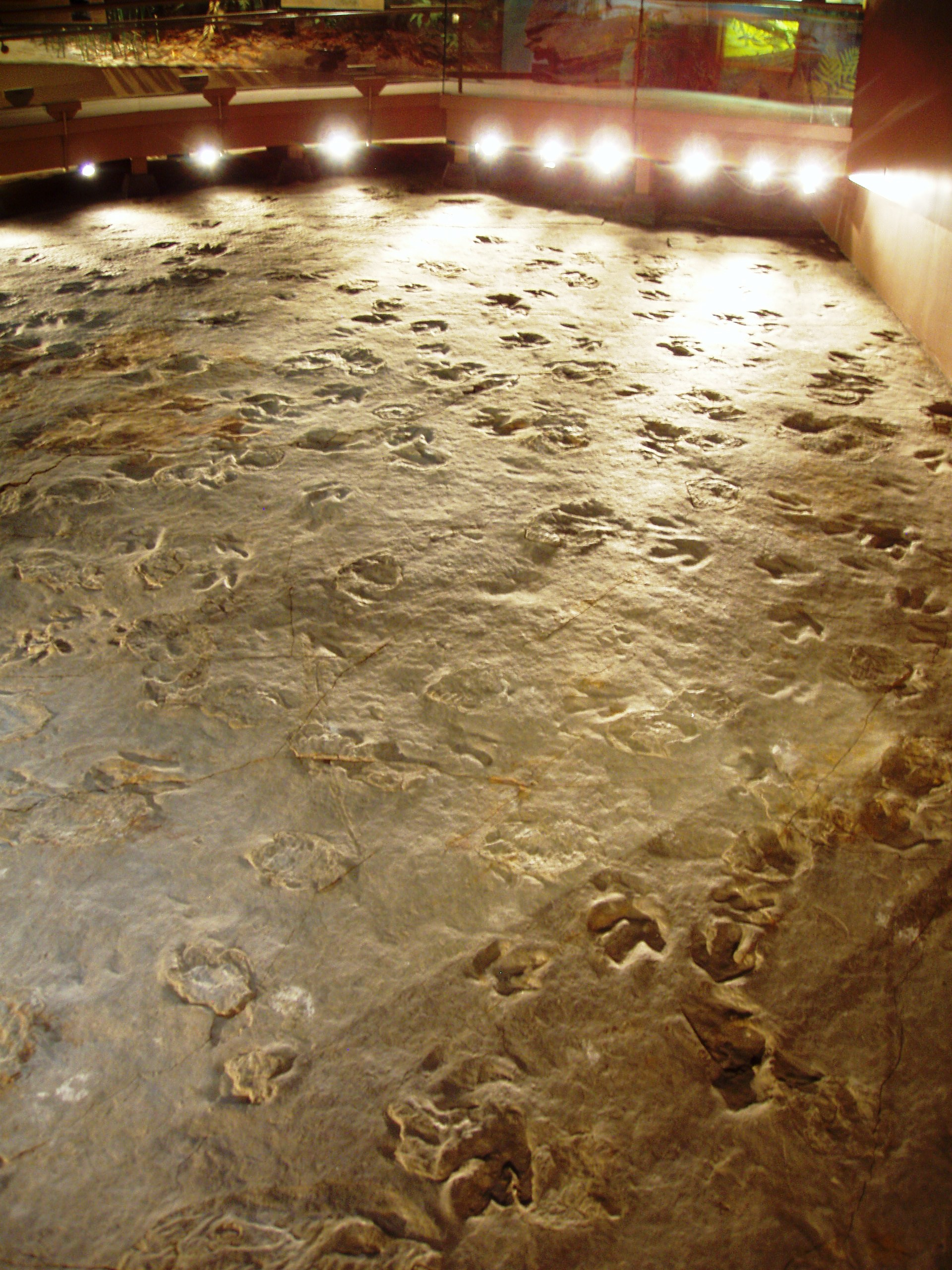
Der überdachte Dinosaur Trackway mit fossilen Spuren der Gattung Eubrontes

Der Dinosaur State Park liegt südlich von Rocky Hill im Hartford County des US-Bundesstaates Connecticut. In dem 25 Hektar großen State Park befinden sich ein Arboretum und eine Geodätische Kuppel, unter der 500 Saurier-Trittsiegel mit einem Alter von 200 Millionen Jahren vor Witterungseinflüssen geschützt werden.
Die 25–40 cm großen Abdrücke wurden 1966 von Edward McCarthy entdeckt und von dem Geologen Edward Hitchcock den Eubrontes giganteus zugeordnet. Die Fundstelle wurde rasch gesichert und überdacht, das Gelände eingezäunt und noch im gleichen Jahr als Dinosaur State Park eröffnet. Inzwischen sind jährliche Besucherzahlen von rund 50.000 zu verzeichnen.
Der Dinosaurier Trackway wurde 1968 als National Natural Landmark eingestuft.

## Dinosaur State Park Arboretum
Das Arboretum soll Vertreter möglichst vieler Pflanzenfamilien zeigen, die auch schon im Mesozoikum vorhanden waren, als die Saurier noch lebten. Über 250 Arten konnten bisher angepflanzt werden. Darunter fallen Gehölzsammlungen von Fichten, Tannen, Zedern, Kiefern, langlebigen Koniferen und fernöstlichen asiatischen Nadelbäumen. Weiterhin wurden ein Steingarten und ein Ostasiengarten angelegt.